# Souljacker
Souljacker är musikgruppen Eels fjärde studioinspelade album. Albumet släpptes i 24 oktober år 2001 i Storbritannien och i mars år 2002 i USA.
Låten "Souljacker part I" blev en mindre hit i Storbritannien. "That's Not Really Funny" användes som ledmotiv till tv-serien Monkey Dust.

## Låtlista
1. "Dog Faced Boy" - 3:18
2. "That's Not Really Funny" - 3:20
3. "Fresh Feeling" - 3:38
4. "Woman Driving, Man Sleeping" - 3:31
5. "Souljacker part I" - 3:16
6. "Friendly Ghost" - 3:23
7. "Teenage Witch" - 4:45
8. "Bus Stop Boxer" - 3:45
9. "Jungle Telegraph    	 3:41
10. "World of Shit" - 3:31
11. "Souljacker part II" - 1:59
12. "What Is This Note?" - 2:28